# Drapeau arc-en-ciel LGBT

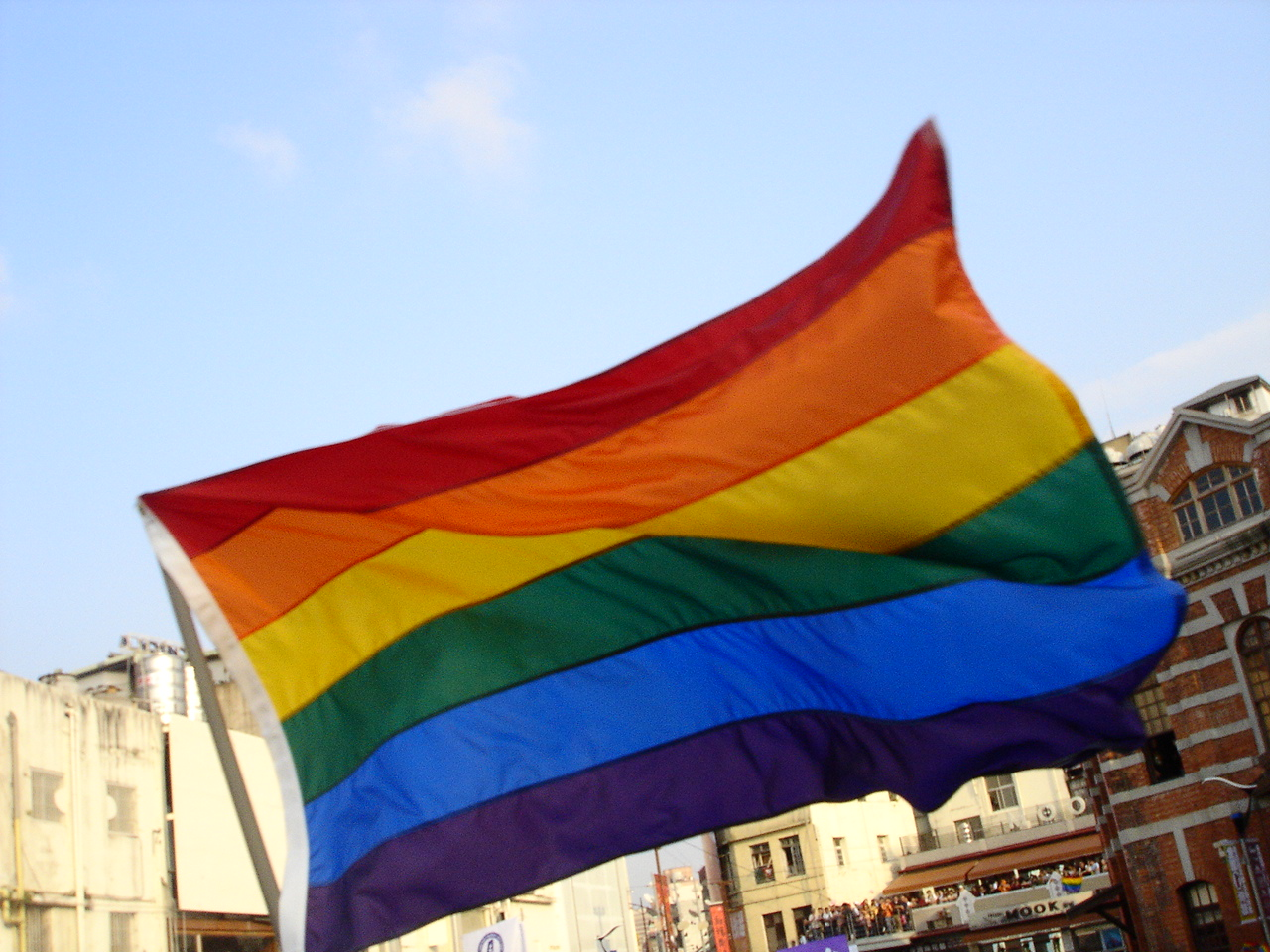
Drapeau à six couleurs à la Marche des fiertés de Taïwan (2004).

Le drapeau arc-en-ciel LGBT est un symbole du mouvement LGBT depuis les années 1970.

## Histoire

Drapeau originel à 8 couleurs.

Le premier drapeau arc-en-ciel utilisé comme symbole du mouvement LGBT a été conçu et réalisé à la main par le graphiste et militant américain Gilbert Baker, alors âgé de 27 ans, pour la Gay and Lesbian Freedom Day Parade de San Francisco le 25 juin 1978. L'origine du drapeau n'est pas établie : il a été suggéré qu'il aurait été inspiré par la chanson Over the Rainbow chantée dans le film Le Magicien d'Oz par l'actrice Judy Garland ou destiné à représenter par la diversité des couleurs la diversité des orientations sexuelles. Gilbert Baker a aussi peut-être été inspiré par le « drapeau des races » utilisé sur les campus américains dans les années 1960 et qui comportait cinq bandes horizontales de couleurs différentes. En 2017, Gilbert dévoile une nouvelle version de son drapeau arc-en-ciel à la suite de l'élection de Donald Trump à la présidence des États-Unis, drapeau auquel il a rajouté une neuvième bande lavande pour représenter la diversité,.
En 2021, des nationalistes polonais piétinent et brûlent le drapeau arc-en-ciel durant le jour de l'indépendance nationale à Varsovie (Pologne), tandis qu'un appartement arborant un drapeau LGBT et un drapeau en faveur des droits des femmes est incendié.
En 2016, l'émoji du drapeau arc-en-ciel ‹ 🏳️‍🌈 › est proposé avant d'être rendu disponible en novembre de la même année par Unicode.

## Description
Le premier drapeau comporte huit bandes. Gilbert Baker donne à chacune des couleurs une signification :
| Rose : la sexualité             |
| Rouge : la vie et la guérison   |
| Orange : la santé et la fierté  |
| Jaune : la lumière du soleil    |
| Vert : la nature                |
| Turquoise : la magie / l'art    |
| Bleu : la sérénité / l'harmonie |
| Violet : l'esprit               |

Lors de la marche organisée en novembre suivant pour protester contre l'assassinat de Harvey Milk, le premier élu ouvertement gay de San Francisco, la Paramount Flag Company produit des versions à sept bandes car le rose n'est pas disponible industriellement. Par la suite, Gilbert Baker fait également supprimer le turquoise, pour maintenir un nombre pair de couleurs pour une décoration de Market Street : le drapeau compte alors six bandes (rouge, orange, jaune, vert, bleu, violet) et devient définitif.
Aujourd'hui, le drapeau arc-en-ciel LGBT a acquis une renommée mondiale. Il est largement utilisé par les organisations du mouvement LGBT ainsi que par les commerces à destination d'un public LGBT. La station Beaudry du métro de Montréal, situé dans le village gai, est ainsi décorée des six couleurs LGBT.

Le 17 juin 2015, le Museum of Modern Art (MoMA) de New York acquiert le premier drapeau arc-en-ciel,.

Exemples d'utilisation du drapeau arc-en-ciel et de ses couleurs
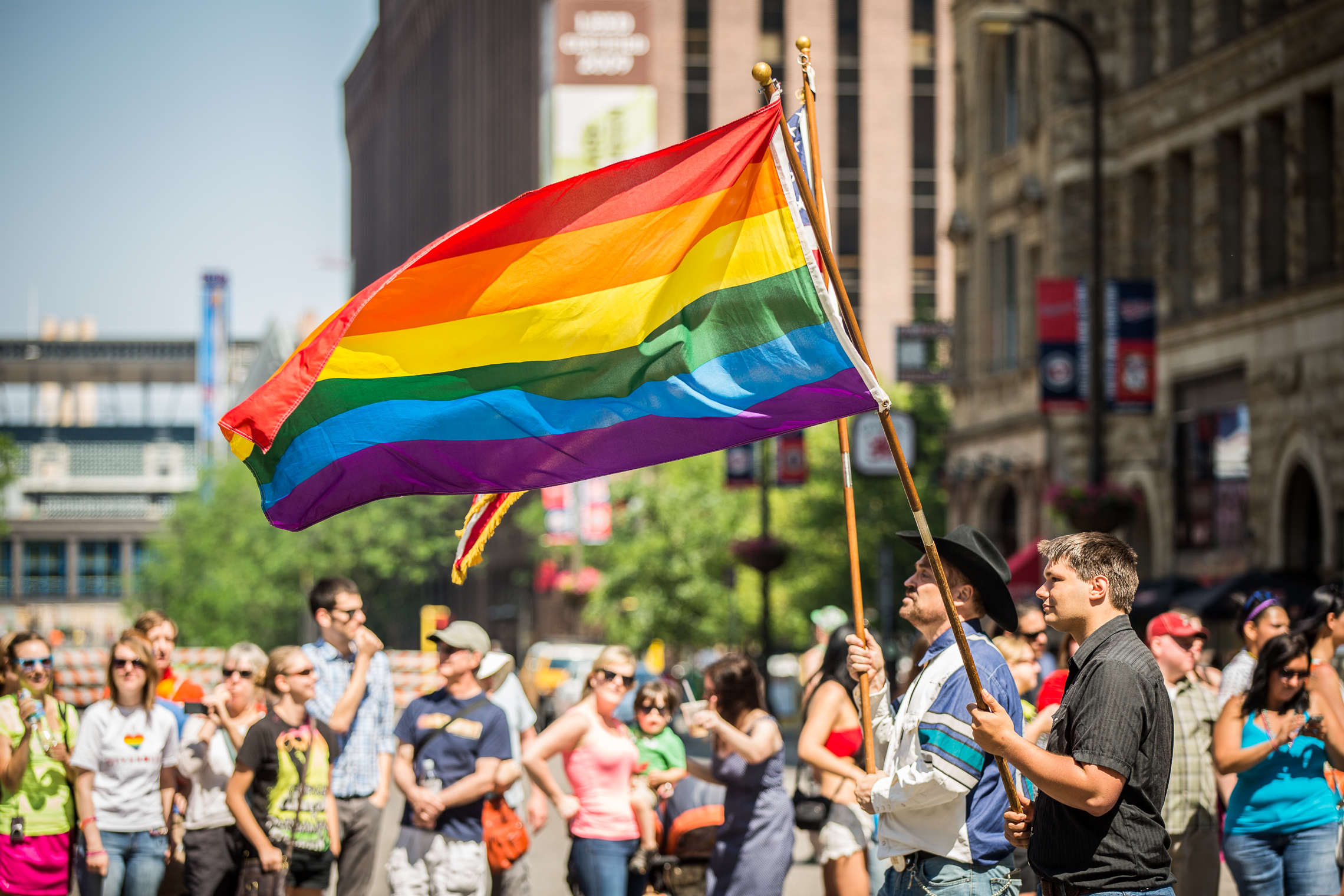
Le drapeau arc-en-ciel à la marche des fiertés de Minneapolis aux États-Unis en 2013.
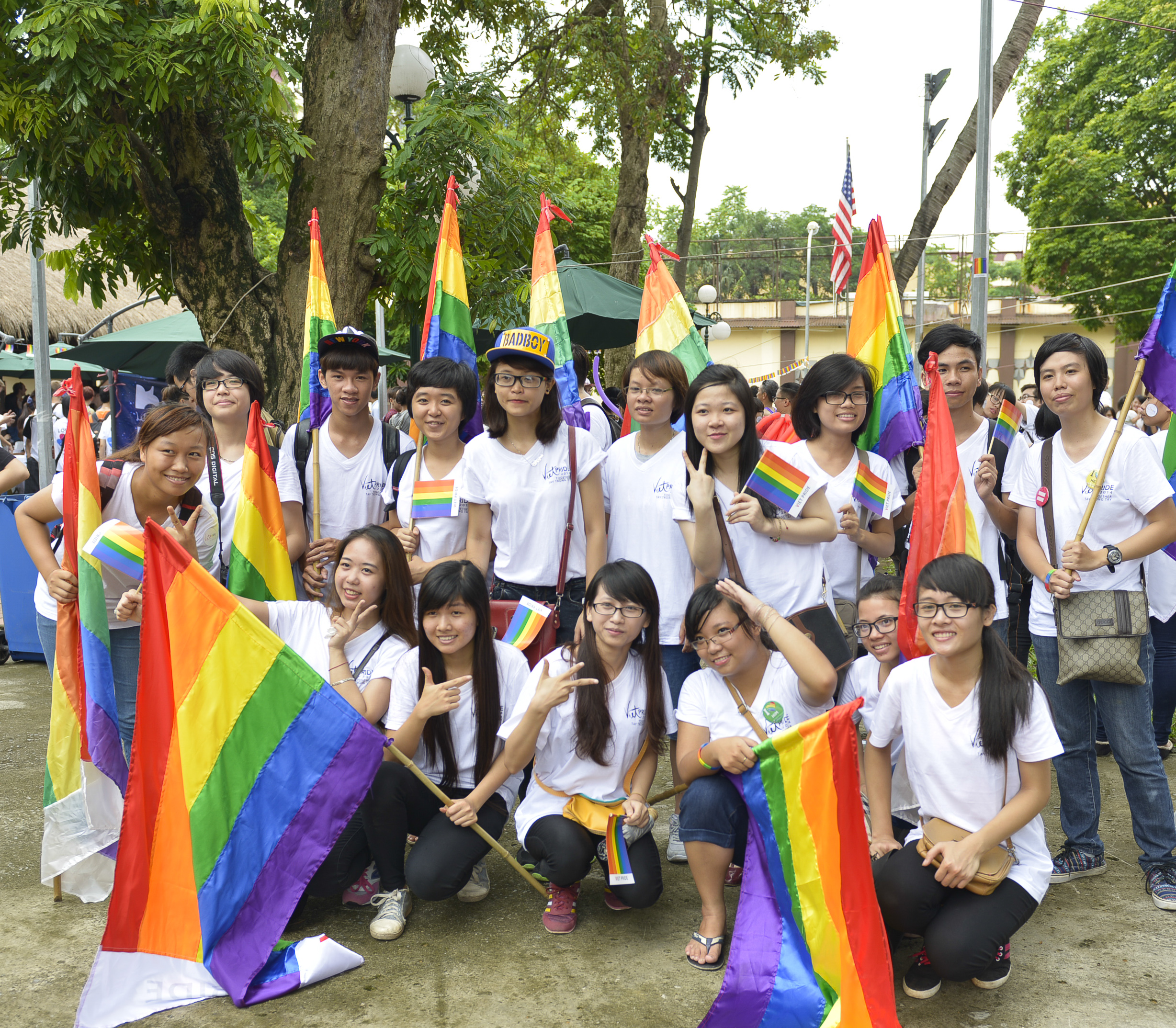
Drapeaux arc-en-ciel à Hanoi au Viêt Nam en 2014.
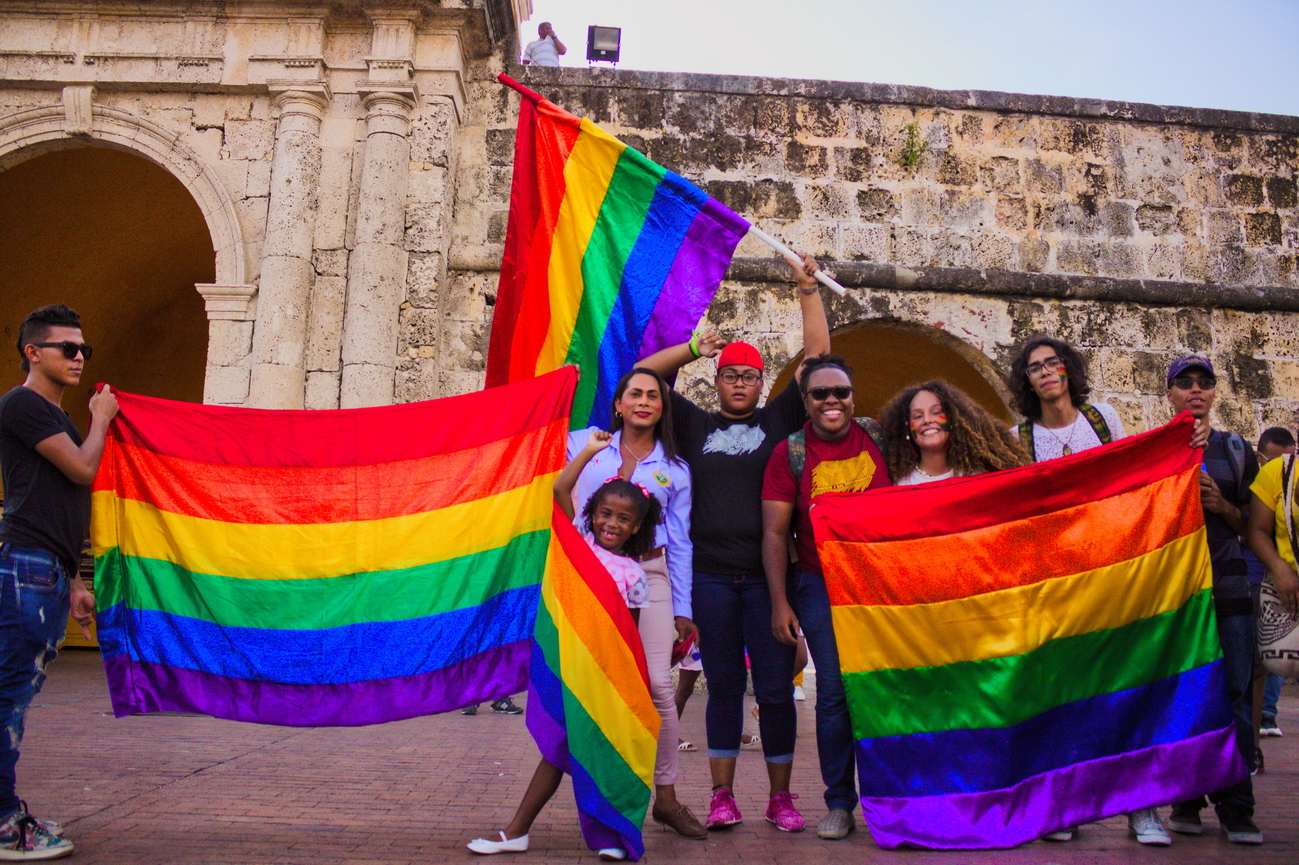
Drapeaux arc-en-ciel à Carthagène des Indes en Colombie en 2019.
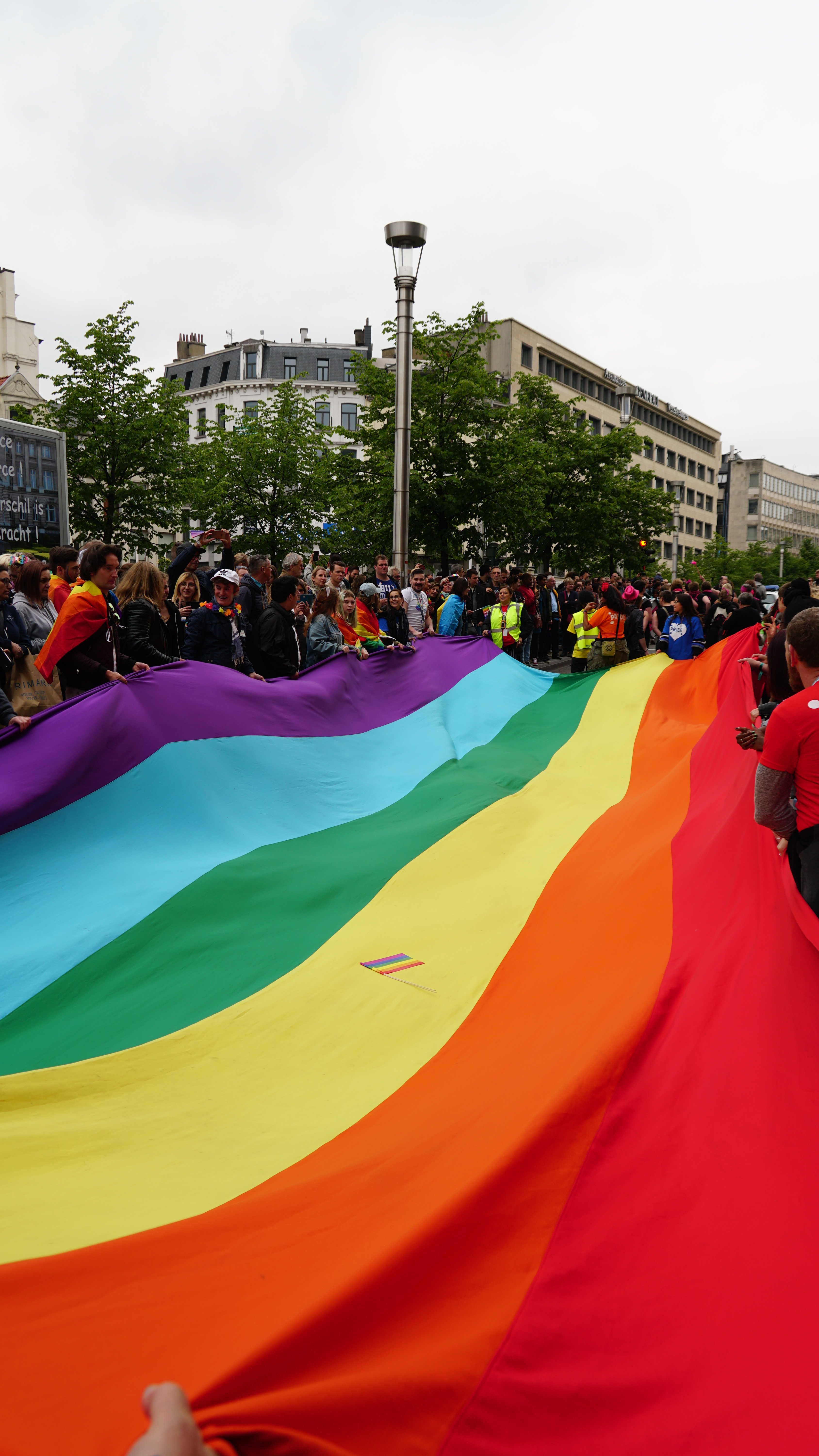
Drapeau arc-en-ciel géant déployé lors de la marche des fiertés de Bruxelles en Belgique en 2018.
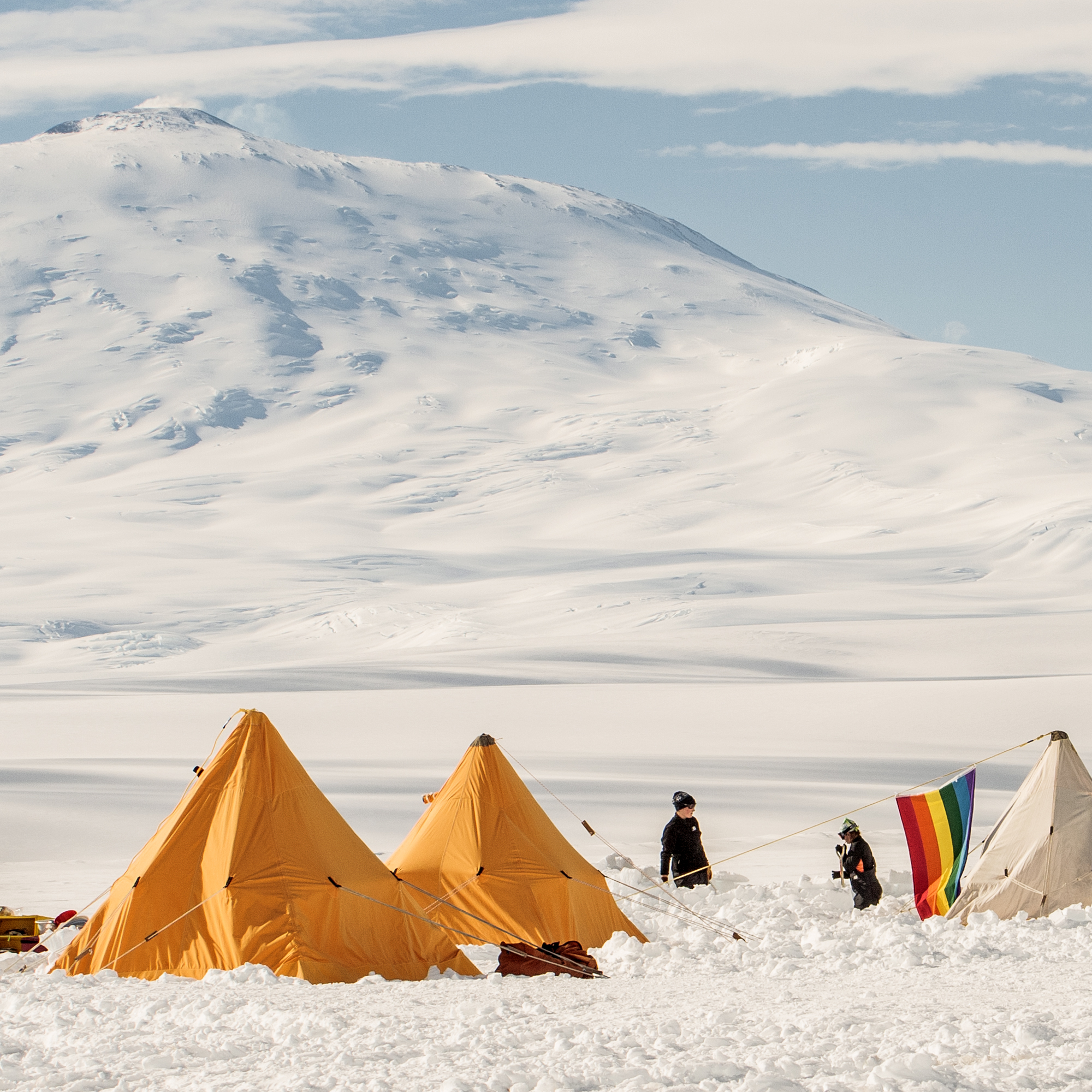
Le drapeau arc-en-ciel en Antarctique, au pied du mont Erebus, en 2008.
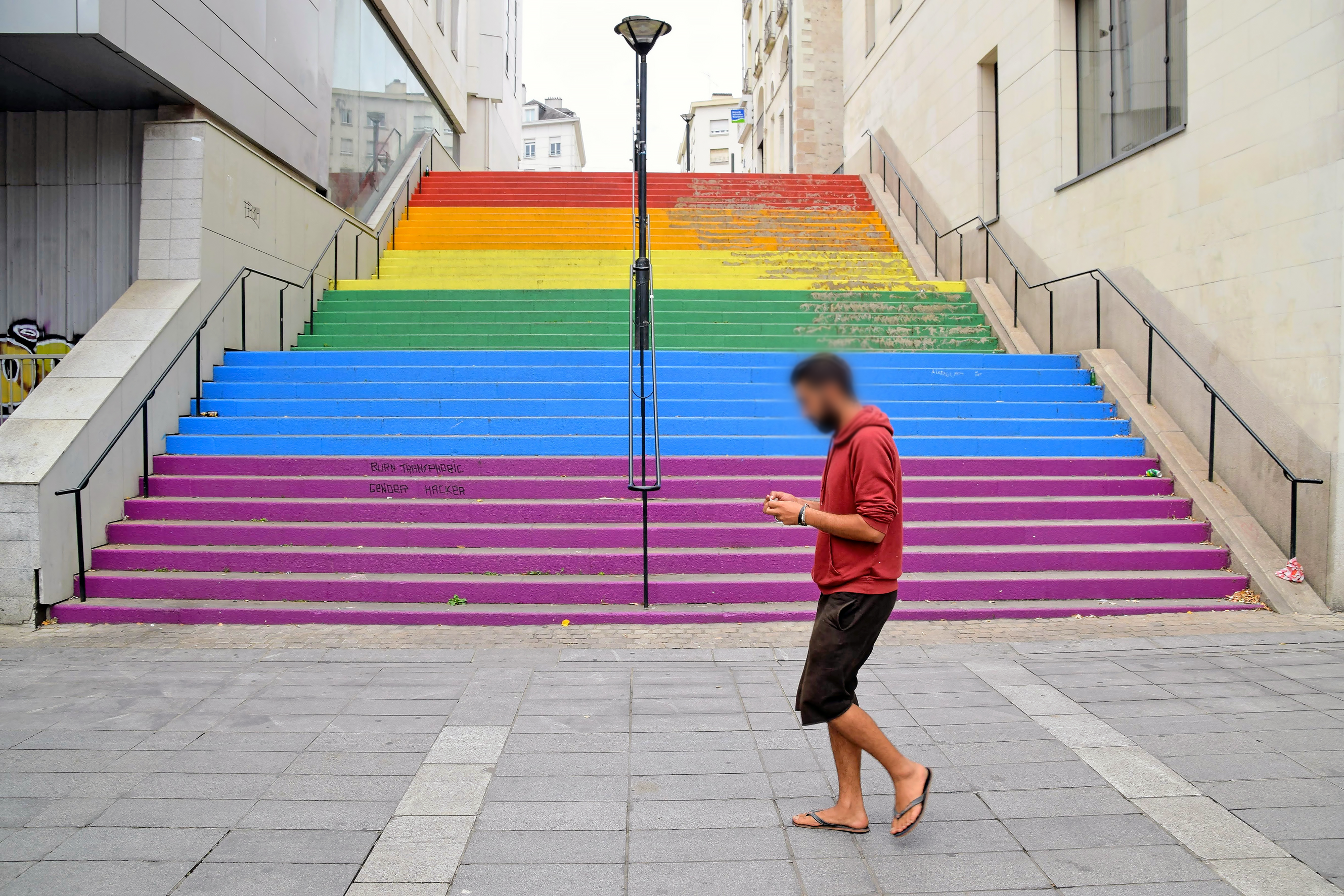
Escalier aux couleurs du drapeau arc-en-ciel à Nantes en France (2020).
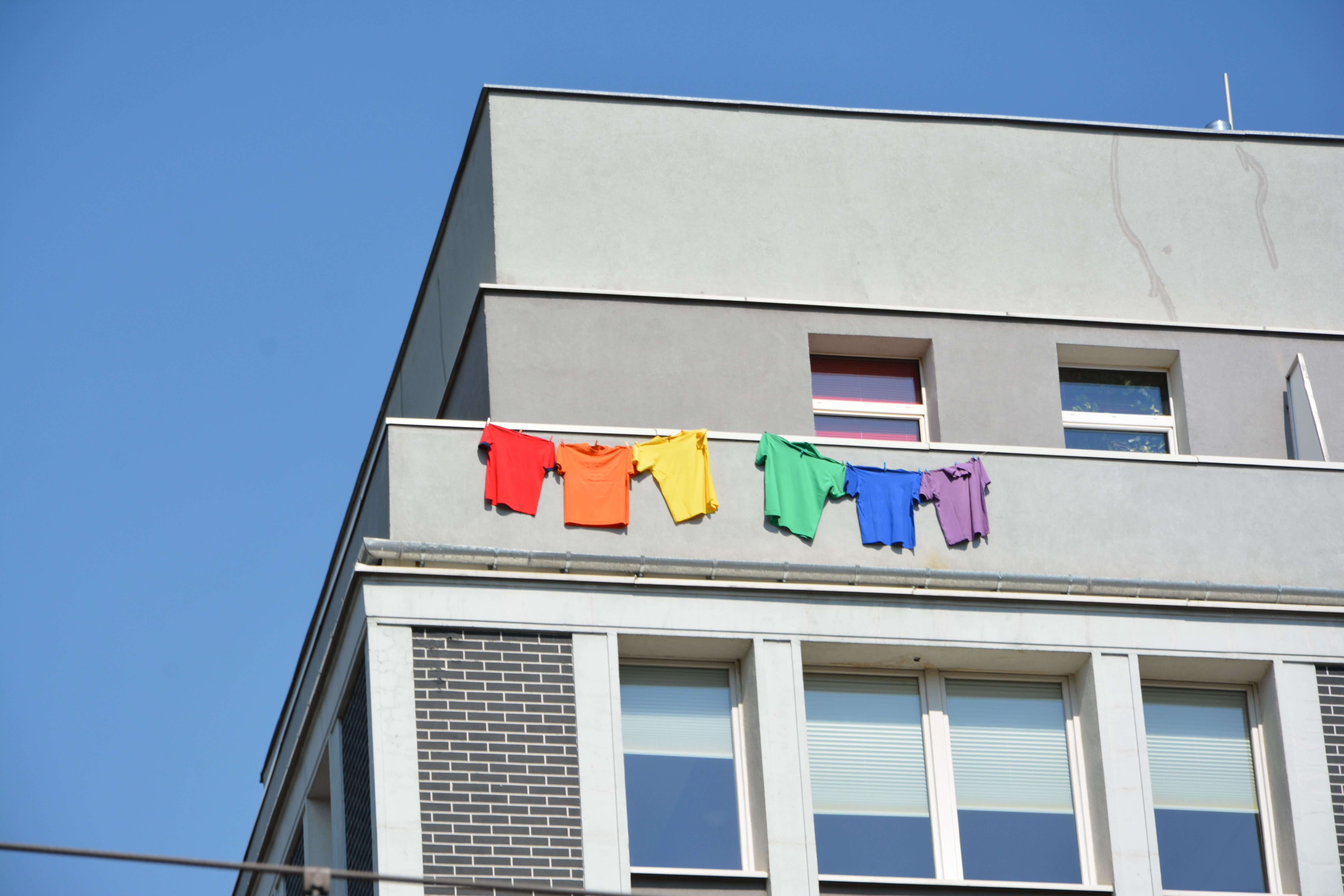
Le drapeau arc-en-ciel reproduit avec des T-shirts colorés à Varsovie en Pologne en 2021.
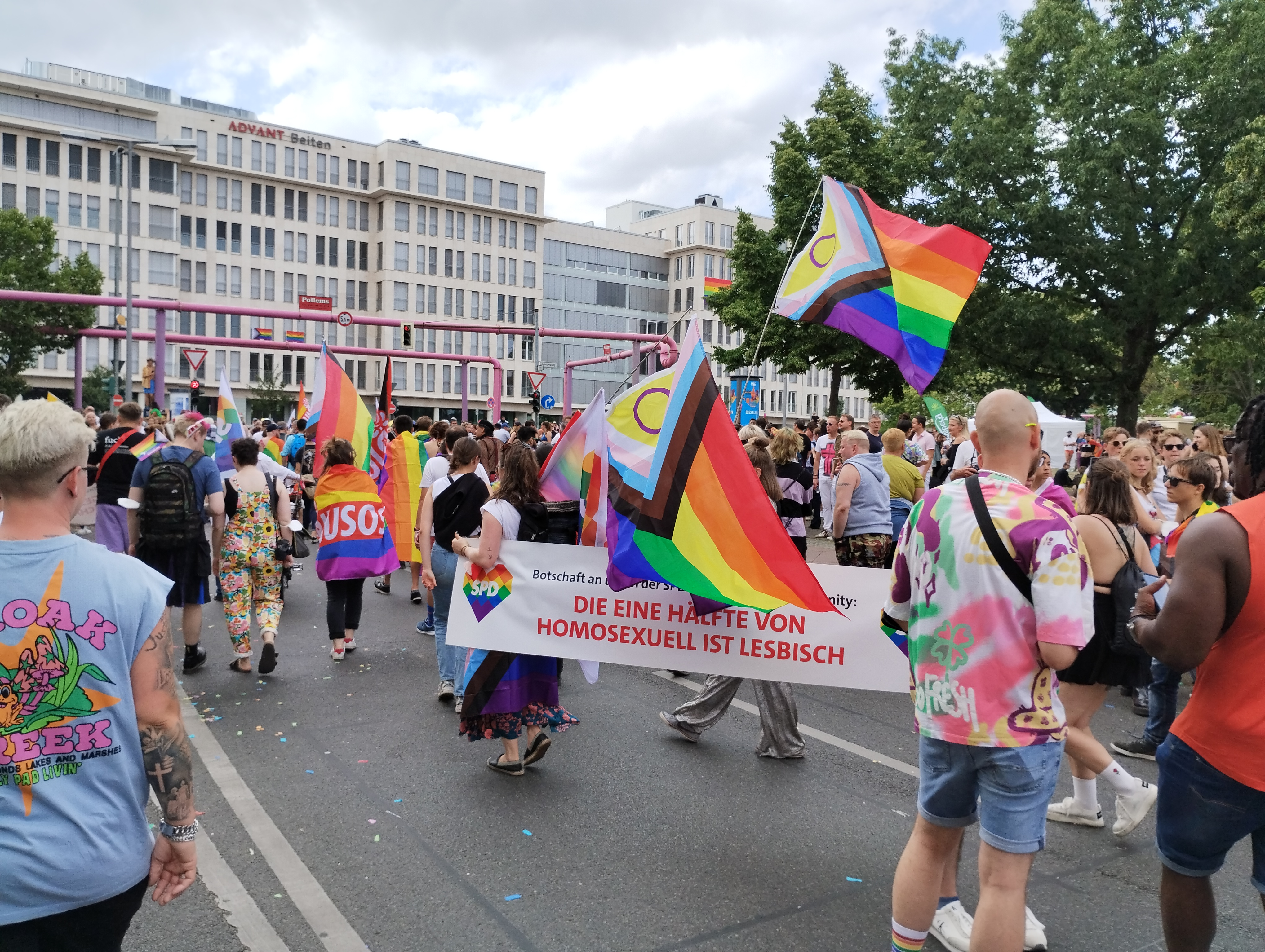
Drapeau arc-en-ciel "Progress" avec les couleurs des personnes intersexes, de la transidentité et de l'antiracisme, à Berlin en Allemagne en 2022.
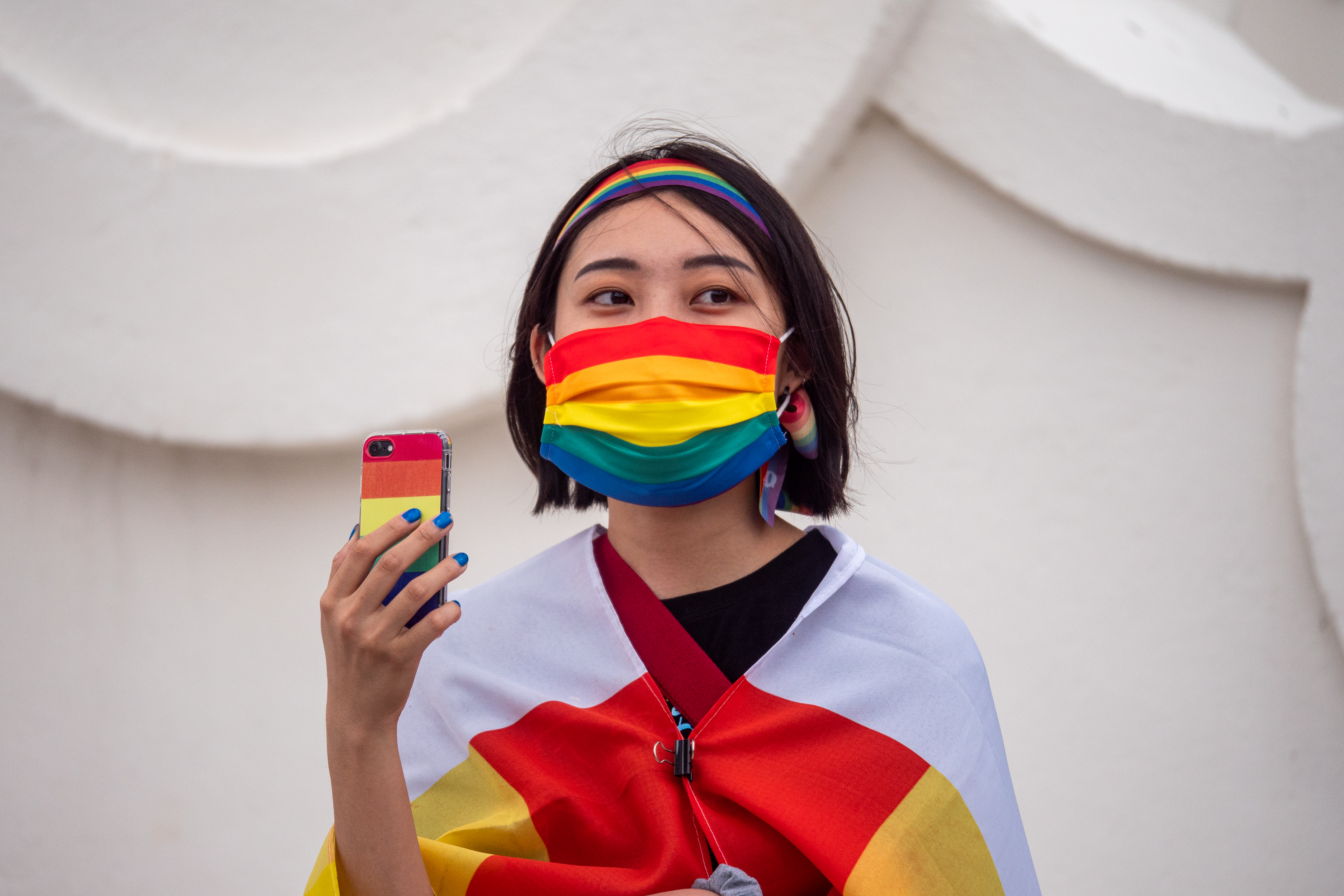
Une personne portant un masque, un serre-tête et un téléphone portable aux couleurs de l'arc-en-ciel LGBT à Taïwan en 2020.
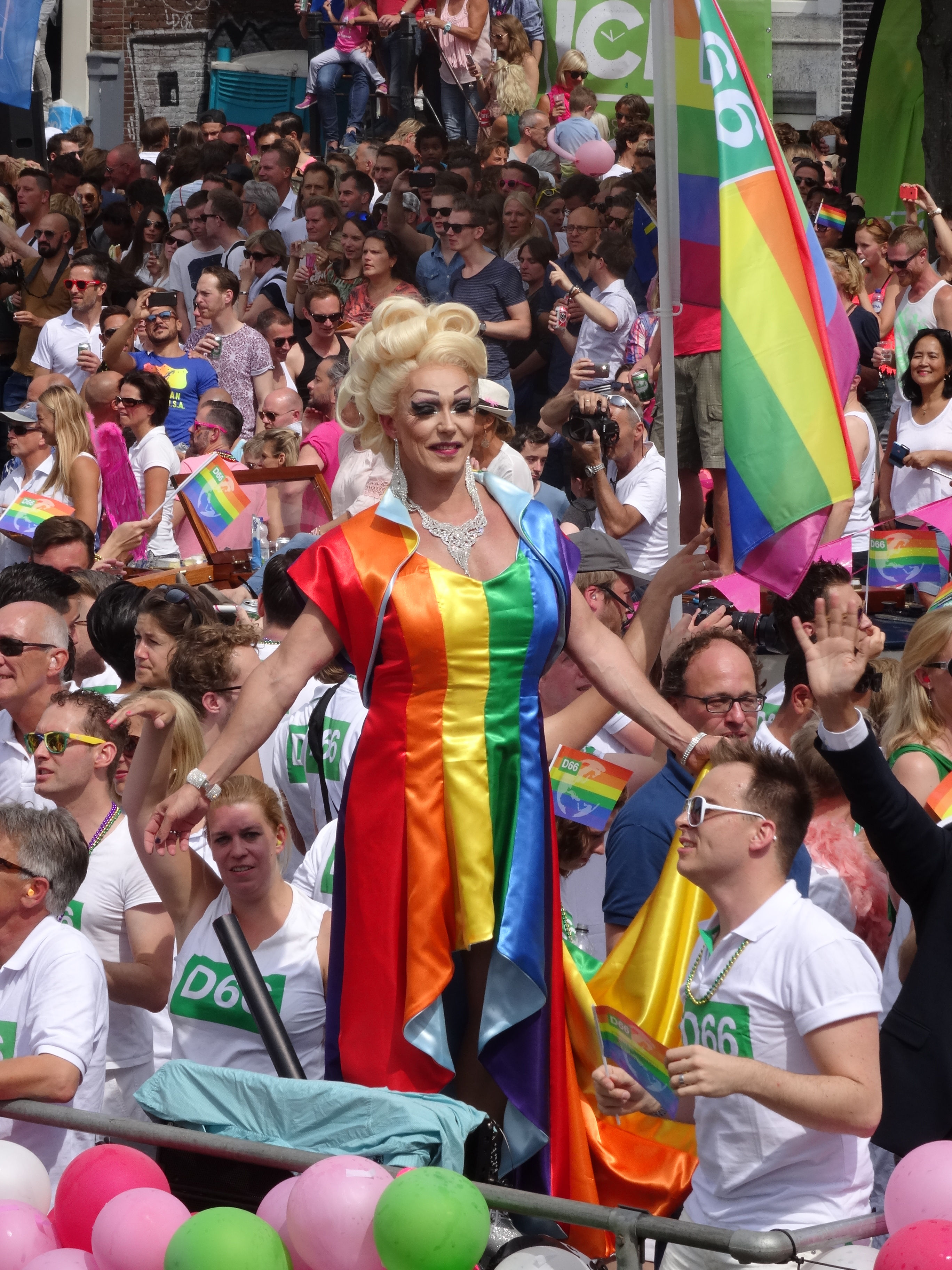
Une drag queen habillée aux couleurs de l'arc-en-ciel lors de la marche des fiertés d'Amsterdam aux Pays-Bas en 2015.

## Adaptations
À plusieurs reprises dans l'histoire récente du mouvement LGBT, des couleurs supplémentaires ont été introduites dans le drapeau. On peut citer deux bandes supplémentaires noire et marron, au-dessus du rouge, pour représenter les personnes de couleur à la pride de Philadelphie en 2017,, ainsi que les couleurs bleu clair - rose - blanc du drapeau transgenre dans un triangle à la hampe. En 2018, l'activiste non binaire Daniel Quasar améliore le design, critiqué pour son manque de visibilité, en disposant les nouvelles bandes en triangle. Ce drapeau appelé "Progress" pride flag (drapeau de la Fierté progressiste), dont le design est publié sous licence creative commons et facilement réutilisable, rencontre rapidement succès. En 2021, ce drapeau est à nouveau enrichi par l'ajout du symbole et des couleurs des personnes intersexe, par l'action de Intersex Equality Rights UKappelé « intersex-inclusive progress pride flag » (drapeau de la Fierté inclusif-intersexe).

Adaptations du drapeau LGBT
Drapeau LGBT avec les couleurs trans et de l'antiracisme Progress Pride flag dessiné par Daniel Quasar[17].
Drapeau LGBT comportant les couleurs trans, intersexes et antiracistes.

Les communautés LGBT de différents pays utilisent parfois le drapeau de leur pays adapté avec les couleurs de l'arc-en-ciel[réf. souhaitée].

Adaptations du drapeau LGBT par régions du monde.
Drapeau LGBT de l'Afrique du Sud.
Drapeau LGBT du Canada.
Drapeau LGBT des États-Unis

## Critiques
Le drapeau arc-en-ciel est parfois dénoncé comme un symbole blanc, eurocentré, et colonialiste. Durant le mois des fiertés LGBTQ, de nombreuses entreprises arborent les couleurs arc-en-ciel dans leurs publicités, à travers leurs logos ou en vendant des produits aux couleurs LGBT, tandis que des militants remarquent que tout s'interrompt une fois le mois des fiertés achevé. L'utilisation du drapeau est également critiquée pour s'être fortement éloignée de son but initial, à savoir la lutte pour les droits LGBT[source secondaire nécessaire].